# Jan Sapák
Jan Sapák (* 6. března 1957, Brno) je architekt, teoretik architektury, publicista, vysokoškolský učitel.

## Životopis
V roce 1978 maturoval na Střední uměleckoprůmyslové škole v Brně. Poté v letech 1978–1981 studoval na Fakultě architektury VUT u prof. Aloise Nového). V letech 1981–1984 studoval na Akademii výtvarných umění u Jiřího Kotalíka V letech 1984–1988 pracoval v libereckém projektovém ústavu (Stavoprojekt Liberec), atelieru 02, který byl totožný s dřívějším atelierem SIAL, kde byl asistentem Miroslava Masáka, a pracoval v týmu na rekonstrukci pražského Veletržního paláce. V roce 1988 spoluzaložil neformální sdružení architektů Obecní dům, spolu s Miroslavem Masákem, Petrem Pelčákem, I. Vavříkem, Z. Jiranem a M. Němcem. 
V letech 2006–2011 byl členem představenstva České komory architektů v Praze a také jejím prvním místopředsedou. V období po sametové revoluci moderoval a předsedal (spolu s I. Plickou) prvnímu zakládajícímu shromáždění Obce architektů v Průmyslovém paláci na pražském výstavišti.
Od roku 1994 působil také jako externí pedagog Fakulty architektury Vysokého učení technického v Brně. Od roku 2005 pracoval jako předseda pracovní skupiny pro památky a později jako člen pracovní skupiny pro architektonické soutěže až do roku 2012.

## Dílo
- 1993–1995 Rekonstrukce spořitelny v Jánské ulici v Brně
- 1996–2000 Palác Kapitol v Brně v Rašínově ulici (s J. Škrabalem a L. Grymem)
- 2014: Adaptace bytu W. Krause v Plzni od Adolfa Loose (s Ludvíkem Grymem)
- 2015: Výzkumné centrum Říčany

### Ocenění
- 2001 Cena non pereat.
- Grand Prix obce Architektů za rok 2000 v Kategorii interiér (společně s J. Škrabalem a L. Grymem)

### Spisy
Větší část profesního života je publicisticky činný ve vlasti i v zahraničí. Publikoval větší množství článků a několik knih jako autor i spoluautor.